# Sophie Freud
Miriam Sophie Freud (6 août 1924 – 3 juin 2022) est une psychosociologue, éducatrice et auteure austro-américaine. Petite-fille de Sigmund Freud, elle est une critique de la Psychanalyse, dont elle qualifie certains aspects de « indulgence narcissique ». Ses critiques des doctrines psychanalytiques de Freud aîné font d'elle la « brebis galeuse » de la famille.

## Jeunesse et éducation
Sophie Freud est née à Vienne, en Autriche, et grandit dans la ville que sa mère, Esti Freud (de) (née Drucker, 1896-1980), orthophoniste qualifie de ghetto juif de la classe supérieure. Son père, l'avocat Jean Martin Freud (1889-1967), est le fils aîné de Sigmund Freud. Il devient plus tard directeur de la maison d'édition psychanalytique de Freud. Sophie a un frère aîné, Walter (1921-2004).
Freud fuit Vienne en 1938 après l'Anschluss. À partir de 1942, elle vit à Boston et fréquente le Radcliffe College, où elle obtient son baccalauréat en 1946. Ses études ultérieures à l'École de travail social de l'Université Simmons  la conduisent à une maîtrise en 1948. Elle obtient un doctorat de l'Université Brandeis en 1970.

## Carrière
Freud enseigne ensuite au Simmons College, tout en prenant le temps d'enseigner le travail social au Canada et dans plusieurs pays d'Europe. Elle écrit ensuite un livre intitulé Living in the Shadow of the Freud Family pour sa mère. Elle écrit également My Three Mothers and Other Passions. Elle apparait dans le film Neighbours: Freud and Hitler in Vienna de 2003, dans lequel elle déclare : « À mes yeux, Adolf Hitler et mon grand-père étaient de faux prophètes du XXe siècle. ».
Elle est rédactrice en chef de la critique de livre pour l'American Journal of Psychotherapy.
L'un des principaux objectifs de la recherche de Freud, parallèlement à ses activités de travail social, est de réexaminer le travail de son grand-père concernant les femmes et le narcissisme. Dans les années 1970, elle mène des enquêtes auprès des femmes sur leurs « passions » et les choses qui leur tiennent à cœur, montrant que Sigmund Freud avait tort dans son affirmation selon laquelle seuls les hommes avaient une « vraie passion » ,.

## Vie privée
Sophie Freud était la dernière petite-fille encore en vie de Sigmund Freud à qui elle rendait régulièrement visite le dimanche lorsqu'elle était enfant. Elle est une féministe qui défendait les droits des femmes dans le monde universitaire et luttait contre la présomption selon laquelle une femme enceinte ne pourrait pas poursuivre ses études ou, dans son cas, ses activités professionnelles de travail social.
Freud épouse Paul Loewenstein (1921-1992) en 1945. Le couple a trois enfants, dont l'économiste George Loewenstein,. Ils divorcent en 1985 et Freud recommence à utiliser son nom de jeune fille. Le 3 juin 2022, elle est décédée d'un cancer du pancréas à son domicile de Lincoln, Massachusetts, à l'âge de 97 ans.